# Guillaume Le Testu
Guillaume Le Testu ou Têtu, né vers 1510 au Havre et mort au Panama le 31 mars 1573, est un explorateur, cartographe, pirate et corsaire français. Il collabora à l'école de cartographie de Dieppe.

## Biographie
Guillaume Le Testu, commissionné par le roi Henri II, explore le littoral brésilien en 1551 et redécouvre la baie de Guanabara à l'embouchure de la rivière de Janvier (futur Rio de Janeiro). Il est l'auteur d’un atlas de 56 cartes (Cosmographie Universelle selon les navigateurs, tant anciens que modernes, 1555-1556).
En 1555 une colonie huguenote est établie dans la baie de Rio de Janeiro par Nicolas Durand de Villegagnon. En 1557, Le Testu est chargé de la mission genevoise de renfort de cette colonie. Il ramène Villegagnon en France en 1559.
Entre 1556 et 1566, il est « pilote royal » au Havre. Ce titre lui confère un droit de surveillance sur les autres pilotes. 
Protestant, il est emprisonné pendant les guerres de religion et finalement libéré par Charles IX en 1571. Il devient alors capitaine d’un navire corsaire de 80 tonneaux. En 1573, il est dans la région de l'isthme de Panama et se lie avec Francis Drake dont il devient le pilote hauturier et à qui il révèle qu'il doit exister un passage en mer libre entre les Océans Atlantique et Pacifique au sud de la Patagonie. Il participe avec lui à l’attaque d’un convoi d’argent espagnol à Nombre de Dios en Nouvelle-Espagne. Il est blessé et fait prisonnier par les Espagnols qui l’achèvent. Dans deux ouvrages non publiés (Histoire de deux voyages aux Indes australes et occidentales et le Grand insulaire de pilotage), André Thevet raconte que Le Testu est tué d’un coup d’arquebuse alors qu’il couvre la retraite de l’arrière-garde.
Un quai du Havre porte aujourd'hui son nom.

## Œuvre

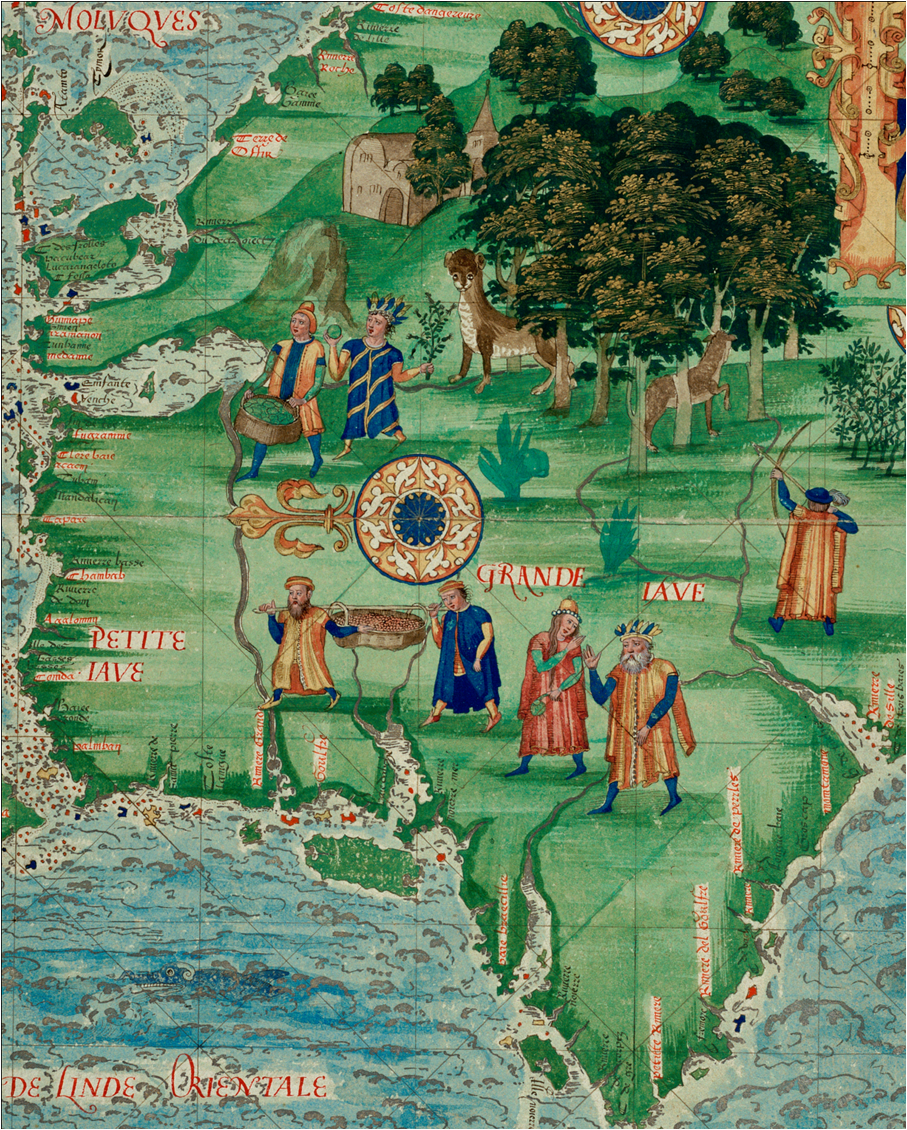
Guillaume Le Testu, Cosmographie Universelle, 1555, Bibliothèque du Service Historique de l’Armée de Terre, Vincennes, DLZ 14.

- Mappemonde en deux hémisphères : « Ceste Carte Fut pourtraicte en toute perfection Tant de Latitude que Longitude Par moy Guillaume Le Testu Pillotte Royal Natif de La ville Françoise de grace... et fut achevé le 23e jour de May 1566. » Sur cette mappemonde, en projection de Bonne, point de rose des vents qui marquent le nord, le sud, l'est et l'ouest, mais des visages qui soufflent et indiquent les directions lire en ligne sur Gallica
- Cosmographie universelle : dessinée et peinte en 1556 pour l'amiral de France Gaspard de Coligny. Le Testu, pilote royal au Havre, prit part à l'expédition de Villegagnon au Brésil et fut le compagnon d'aventures du fameux corsaire Francis Drake. Riche de cinquante-six cartes enluminées, la Cosmographie universelle décrit la totalité du monde connu, en ajoutant aux terres nouvellement découvertes, comme les Amériques ou l'Extrême-Orient, des territoires représentés « par imagination ». Telle l'hypothétique Terre Australe, déployée en douze cartes, et reliant Java à la Terre de Feu. En ces lointains parages résident bêtes fabuleuses et peuples monstrueux, licornes et griffons faisant bon ménage avec les pygmées, les géants, les amazones et les cyclopes. Cette œuvre totale et foisonnante, jusqu'à présent inédite, conjugue à la cosmographie mathématique héritée de Ptolémée l'héritage des merveilles venues du Moyen Âge et la cartographie nautique des cartes-portulans. Les conquêtes d'Alexandre le Grand en Asie s'y prolongent dans les voyages de Marco Polo[4] et les plus récentes navigations des Portugais. Les voyages de Jacques Cartier y inscrivent leur trace dans une Amérique tout juste sortie des limbes. La Cosmographie universelle a fait l'objet en 2012 d'une réédition conjointe par  Arthaud, le ministère français de la Défense (SGA/DMPA et Service historique de la Défense) et Carnets des Tropiques.